# Клан Вітті

Клан Вітті (ірл. – Clan Whitty, Clan MacWhitty) – клан МакВітті - один з ірландських кланів англо-саксонського походження. Історично володів землями в нинішньому графстві Вексфорд. 

## Походження назви клану Вітті
Назва клану існувала в кількох формах, в тому числі Вітті, Вітт, Вайті (англ. - Witty, Wittey, Whitty, Whitey). Ця назва в середньовічній англії стосувалася світлої або винахідливої людини. У середньовічній англійській мові це слово означало «дотепний», «розумний», «геніальний», «винахідливий». Ще раніше – в ранньому середньовіччі в англо-саксонській мові в VII столітті було слово гевіттіг – gewittig – дотепність, розум. Крім того, в староанглійській мові існувало слово Вітега – Witega, яке стосувалося віщуна чи пророка. У більш пізніші часи слово вітті – whittey походило від середньовічного англійського whit і означало «нітрохи», «білий», «око», а також стосувалося людини зі світлими очима. В історичних документах є записи про Сару Вітті (англ. - Sara Wittey) – дочку Томаса та Єлизавети Вітті, що була хрещена  в церкві Санкт-Ботолф, в Лондоні в 1684 році. Ще згадується Елізабет Вітті, що одружилась в церкві Санкт-Діоніс Бекчерч, в Лондоні в 1697 році. Перша згадка про людину з таким іменем є в документах за 1221 рік – там згадується Роберт вітті в документі «Ассіз Роллс» щодо графства Вустершир в часи правління короля Англіх Генріха III (1216 – 1272). Протягом наступних століть ця назва зустрічалась в Англії та в Ірландії в різних варіантах. 

## Історія клану Вітті
Перші ірландські Вітті володіли землями в нинішньому графстві Вексфорд і оселились там ще в XII чи в XIII столітті після англо-норманського завоювання Ірландії, а можливо й раніше. Самі Вітті стверджують, що вони мають «ірландське коріння», що сумнівно. Їхні нащадки продовжують жити в графстві Вексфорд та в країнах, де розселилися емігранти ірландці: в Америці, Австралії, Новій Зеландії та ін. 
У XIX столітті було зареєстровано 145 сімей з клану Вітті в графстві Вексфорд. Більшість Вітті жили в південних баронствах Форт і Баргі. Після англо-нормагнського завоювання Ірландії Вітті, як і інші англо-норманські лицарі збудували на землях, які їм подарували у власність від імені корони Англії, потужні замки. Зокрема, замки клану Вітті були в Баллітейгу (ірл. – Ballyteigue) біля мальовничого рибальського селища Кілмор Квей. Тут клан Вітті панував більше 400 років, поки Олівер Кромвель не конфіскував їх землі і замки за те, що вони підтримали ірландське повстання 1641 року. Про Річарда Вітті в той час писали як про «ірландського папіста і заколотника», якому належало 490 акрів землі біля Баллітейгу. 
Найдавніший запис про клан Вітті в Ірландії стосується Роберта Вітті Баллітейгу і датується 1247 роком. З того часу клан Вітті часто фігурує в різних історичних документах. Річард Вітті згадується в грамоті, яка була дарована Ейлмеру де Валенсе (ірл. - Aylmer de Valence) у місті Вексфорд в 1317 році. Волтер Вітті був деканом єпархії Фернс у 1345 році. Сер Річард Вітті – барон був викликаний в парламент королем Англії Едвардом II. Джеффрі Вітті був призначений комісаром для збору грошей в баронстві Форт в 1410 році. У 1408 році на замок Вітті Баллатейгу напали ірландські повстанці з клану МакМурроу Кавана (ірл. – Kavanagh), які вели війну з англо-норманськими колоністами. Замок був зруйнований, але потім був відбудований. Нині замок перетворився в руїни. 